# پایانه حصارک
•خطوط فعال اتوبوسرانی در پایانه حصارک
خط یک اتوبوس برقی و تندرو (BRT) کرج (  * پایانه حصارک     _     * شهید سلطانی
خط * پایانه حصارک _ * قزلحصار
خط مینی بوس  * پایانه حصارک  _ * هشتگرد

خط تندرو * پایانه حصارک   _  * پایانه جانبازان
خط عادی * پایانه حصارک  _  * پایانه میدان کرج
خط * گلشهر _ * کمالشهر